# Farrer Park
Farrer Park – stacja podziemna Mass Rapid Transit (MRT) na North East Line w Singapurze. Znajduje się na północnym krańcu Little India i Kitchener Road.